# Harcanville
Harcanville és un municipi francès situat al departament del Sena Marítim i a la regió de Normandia. L'any 2007 tenia 442 habitants.

## Demografia

### Població
El 2007 la població de fet de Harcanville era de 442 persones. Hi havia 176 famílies de les quals 32 eren unipersonals (12 homes vivint sols i 20 dones vivint soles), 80 parelles sense fills i 64 parelles amb fills.
La població ha evolucionat segons el següent gràfic:
Habitants censats

### Habitatges
El 2007 hi havia 210 habitatges, 178 eren l'habitatge principal de la família, 21 eren segones residències i 11 estaven desocupats. Tots els 210 habitatges eren cases. Dels 178 habitatges principals, 155 estaven ocupats pels seus propietaris, 21 estaven llogats i ocupats pels llogaters i 2 estaven cedits a títol gratuït; 1 tenia una cambra, 6 en tenien dues, 25 en tenien tres, 46 en tenien quatre i 100 en tenien cinc o més. 169 habitatges disposaven pel capbaix d'una plaça de pàrquing. A 76 habitatges hi havia un automòbil i a 85 n'hi havia dos o més.

### Piràmide de població
La piràmide de població per edats i sexe el 2009 era:
| Homes | Edats   | Dones |
| ----- | ------- | ----- |
| 0     | 95 o +  | 0     |
| 0     | 90 a 94 | 0     |
| 4     | 85 a 89 | 8     |
| 8     | 80 a 84 | 4     |
| 4     | 75 a 79 | 4     |
| 4     | 70 a 74 | 8     |
| 8     | 65 a 69 | 4     |
| 32    | 60 a 64 | 12    |
| 12    | 55 a 59 | 24    |
| 28    | 50 a 54 | 28    |
| 16    | 45 a 49 | 12    |
| 4     | 40 a 44 | 12    |
| 20    | 35 a 39 | 8     |
| 4     | 30 a 34 | 16    |
| 4     | 25 a 29 | 12    |
| 4     | 20 a 24 | 16    |
| 16    | 15 a 19 | 16    |
| 12    | 10 a 14 | 12    |
| 4     | 5 a 9   | 8     |
| 16    | 0 a 4   | 0     |

## Economia
El 2007 la població en edat de treballar era de 288 persones, 198 eren actives i 90 eren inactives. De les 198 persones actives 186 estaven ocupades (102 homes i 84 dones) i 12 estaven aturades (2 homes i 10 dones). De les 90 persones inactives 46 estaven jubilades, 20 estaven estudiant i 24 estaven classificades com a «altres inactius».

### Ingressos
El 2009 a Harcanville hi havia 178 unitats fiscals que integraven 446 persones, la mediana anual d'ingressos fiscals per persona era de 18.288 €.

### Activitats econòmiques
Dels 16 establiments que hi havia el 2007, 2 eren d'empreses extractives, 1 d'una empresa de fabricació de material elèctric, 2 d'empreses de construcció, 4 d'empreses de comerç i reparació d'automòbils, 1 d'una empresa de transport, 1 d'una empresa d'hostatgeria i restauració, 1 d'una empresa financera, 2 d'empreses de serveis i 2 d'empreses classificades com a «altres activitats de serveis».
Dels 4 establiments de servei als particulars que hi havia el 2009, 1 era un paleta, 2 fusteries i 1 restaurant.
L'únic establiment comercial que hi havia el 2009 era un supermercat.
L'any 2000 a Harcanville hi havia 11 explotacions agrícoles que ocupaven un total de 588 hectàrees.

## Poblacions més properes
El següent diagrama mostra les poblacions més properes.